# گریگوری ایتزین
گریگوری مارتین ایتزین (به انگلیسی: Gregory Martin Itzin) (زادهٔ ۲۰ آوریل ۱۹۴۸ – درگذشتهٔ ۸ ژوئیه ۲۰۲۲) بازیگر، سینما و تلویزیون آمریکایی بود.
او به خاطر بازی در نقش پرزیدنت چارلز لوگان در سریال ۲۴ مشهور شده‌است.
او در سریال مشهور دوستان در چند اپیزود نقش پدر میشل را بازی می‌کند.

## اوایل دوران زندگی
ایتزین در واشنگتن زاده شد. وقتی که کلاس ششم بود، او خانواده‌اش به برلینگتن مهاجرت کردند.
پدر او، مارتین ایتزین شهردار این شهر بود.
او کار هنرپیشگی خود را با بازی در تئاتر آغاز کرد.

## قسمتی از فیلم‌شناسی
سینما:
1. لینکلن
2. نیمه ماه مارس
3. اقتباس.
4. گناه
5. ترس و نفرت در لاس وگاس
6. پدر
7. شهروند مطیع قانون
8. ایگبی به پایین می‌رود

سریال:
1. روزی روزگاری
2. د منتالیست
3. کدبانوهای وامانده
4. عشق بزرگ
5. بیست و چهار
6. هانا مونتانا
7. بوستون لیگال
8. دوستان
9. ان‌سی‌آی‌اس
10. بال غربی
11. سی‌اس‌آی
12. نسخه اولیه
13. امور پنهانی